# Caerau (Ely) Association Football Club
El Caerau (Ely) Association Football Club es un club de fútbol de Gales, con sede en Cardiff. Fue fundado en 1955 y compite en la Cymru South, segunda categoría del fútbol galés.

## Historia
Fue fundado en el año 1955 en la ciudad de Ely como un equipo junior de la Liga de Cardiff. Fue hasta 1991 que ingresaron a la South Wales Senior League, aunque fue hasta la temporada 2014/15 que consiguieron el ascenso a la Welsh Premier League por primera vez en su historia.

## Palmarés

### Torneos nacionales
- Segunda División de Gales (1): 2014-15
- Ardal SW League (1): 2022-23